# Cheiracanthium molle
Cheiracanthium molle – gatunek pająka z rodziny zbrojnikowatych. Zamieszkuje Afrykę Subsaharyjską i Półwysep Arabski.

## Taksonomia
Gatunek ten opisany został po raz pierwszy w 1875 roku przez Ludwiga Carla Christiana Kocha. Jako lokalizację typową wskazano Etiopię. W 1947 roku Ludovico di Caporiacco opisał Chiracanthium imbelle, wskazując jako miejsce typowe Aruszę w Tanzanii, a w 1949 roku Chiracanthium nairobii, wskazując jako miejsce typowe Nairobi w Kenii. W 2007 roku Leon N. Lotz dokonał redeskrypcji C. molle oraz zsynonimizował z nim wspomniane nazwy wprowadzone przez Caporiacca.

## Morfologia
Samiec ma ciało długości od 5,6 do 7,5 mm przy karapaksie długości od 2,5 do 3,4 mm i szerokości od 1,9 do 2,5 mm, samica zaś ma ciało długości od 5,6 do 9,3 mm przy karapaksie długości od 1,7 do 3,4 mm i szerokości od 1,9 do 2,9 mm. Szczękoczułki są przysadziste, o długich pazurach jadowych i sześciu różnej wielkości zębach na krawędziach bruzdy; największy jest drugi ząbek krawędzi przedniej, a najmniejszy pierwszy ząbek krawędzi przedniej. U samca szczękoczułki mają wypustkę u podstawy pazura, której brak u samicy. Opistosoma (odwłok) jest żółtoszara ze słabo zaznaczonym znakiem nad sercem.
Genitalia samicy mają szerszą niż dłuższą płytkę płciową z szerokim wklęśnięciem, na którego to krawędziach tylno-bocznych umieszczone są otwory kopulacyjne. Przewody kopulacyjne biegną najpierw przednio-środkowo, potem dośrodkowo, potem zakrzywiają się w kierunku tylno-bocznym by osiągnąć przednio-boczne części spermatek, do których to przewody zapłodnieniowe uchodzą tylno-środkowo. Przednia i tylna pętla przewodów kopulacyjnych są prawie jednakowo długie i równoległe do siebie.
Nogogłaszczki samca mają dłuższe niż rzepka i goleń razem wzięte cymbium, trzy krótkie, zakrzywione dozewnętrznie i ostro zakończone  apofizy retrolateralne, dużą tegularną o dwupłatowym wierzchołku przypominającym rybi ogon, długi i niemal otaczający tegulum embolus oraz wyraźnie widoczny, acz niezesklerotyzowany konduktor równoległy do apofizy tegularnej.

## Ekologia i występowanie
Pająk ten zasiedla łąki, trzcinowiska i zakrzewienia. Znajdywany jest na roślinności, pod kamieniami i w termitierach.
Gatunek afrotropikalny o szerokim zasięgu. Znany jest z Arabii Saudyjskiej, Czadu, Etiopii, DR Konga, Rwandy, Kenii (z Nairobi i hrabstwa Machakos), Tanzanii, Zimbabwe, Botswany i Komorów.